# Brad Dexter
Brad Dexter, rodným jménem Boris Michel Soso; armádní umělecký pseudonym Barry Mitchell, (9. dubna 1917 v Goldfield, Nevada, USA - 12. prosince 2002 v Rancho Mirage, Kalifornie, USA) byl americký herec a producent srbského původu. Jeho nejznámější rolí se stala postava zlatokopa Harryho v americkém westernu Sedm statečných.
Dexter se narodil v Goldfieldu v Nevadě jako druhý ze tří synů srbským přistěhovalcům. Rodiče Marko a Ljubica Šošo pocházeli z dnešní Bosny a Herzegoviny a srbština byla Dexterův první jazyk.
S herectvím začal během 2. světové války, kdy sloužil v americkém letectvu v jeho armádním uměleckém souboru. Díky tomu vystupoval v armádním propagačním snímku Okřídlené vítězství, což byla jeho vůbec první filmová role. Po válce se herectví věnoval nadále jakožto klasický činoherní herec. Jeho první větší civilní filmová role se dostavila v roce 1950 ve snímku Asfaltová džungle. Díky své vysoké atletické postavě hrál velice často drsné muže (pistolníky, padouchy a zločince) jakož i různé dobrodruhy. V roce 1960 si zahrál v legendárním snímku Sedm statečných, kde ztvárnil jednoho ze 7 statečných, zlatokopa Harryho. V 70. letech se především věnoval práci v amerických televizních seriálech, v druhé polovině 70. let však herectví zanechal definitivně a věnoval se pouze producentské činnosti. Výjimku pak tvoří jeho účinkování v jugoslávsko-americkém snímku Tajemství klášterní rakije z roku 1988, což byla jeho úplně poslední role.